# Ambonembia surinamensis
Ambonembia surinamensis är en insektsart som först beskrevs av Ross 1944.  Ambonembia surinamensis ingår i släktet Ambonembia och familjen Archembiidae. Inga underarter finns listade i Catalogue of Life.